# محشي باذنجان
محشي الباذنجان ((بالأذرية:  Badımcan dolması)، في إيران: Karni Yarikh، (بالتركية: Patlıcan dolması)‏, (بالإيطالية:  Melanzane ripiene)‏) هي أطباق شائعة في العديد من الدول.

## تركيا
يحشى الباذنجان باللحم (لحم ضأن) وأرز. في تركيا، يسمى هذا الطبق باتليكان دولماسي، مكوناته الباذنجان واللحم المفروم والأرز والبصل ومعجون الطماطم والبقدونس والنعناع والملح والفلفل الأسود وزيت عباد الشمس. ومن المكونات الاختيارية السماق وعصير الليمون والقرفة والصنوبر والجوز واللوز وقد يُضاف زيت الزيتون لطعمٍ أفضل.

## إيطاليا
في إيطاليا، يطهى الباذنجان المحشو في الفرن، ويمكن حشوه بجبنة موتزاريلا (في منطقة روما) أو باللحم المفروم (حسب المطبخ الصقلي). أما في سيسلي، يستخدم الباذنجان البنفسجي بأنواعه.